# 川陝省1934年造壹圓銀幣
川陝省1934年造壹圓銀幣，是中華蘇維埃共和國發行的貨幣。

## 歷史沿革
1933年2月，以張國燾、徐向前、陳昌浩所領導的紅四方面軍在通江成立了川陝省蘇維埃政府。1933年10月，中國工農紅軍的紅四方面軍徐向前部隊利用敵方軍隊兵力分散及後防空虛的機會，集結了十餘團兵力攻擊駐守在宣漢、達縣、萬源、城口等地國民革命軍第二十三軍的劉存厚部隊，擊斃和俘擄四千餘人，收繳槍械八千多支、各式火炮三十六門、子彈五百萬發、銀元一百多萬元、布二十萬匹、棉衣二萬套。此時，中華蘇維埃共和國川陝省向東擴展大約一百五十公里，使通江、南江、巴中地區與川東游擊隊所在地完整連接在一起，使得本區成為中華蘇維埃共和國第二大根據地。
國軍第二十三軍軍長劉存厚在達縣設有佔地約六百畝的兵工廠和造幣廠，總計員工近千人。造幣廠專司鑄造後世稱為川版的袁大頭、孫小頭和四川漢字幣三種當時廣泛流通的銀幣及一些銅幣。當時，他所建立的造幣廠，以其規模、設備和技術能力等各項指標而論，在全國各省造幣廠中堪稱翹楚。劉存厚軍敗走後，他建立的兵工廠、被服廠和造幣廠全部成為蘇維埃紅軍的戰利品，特別是擄獲各式先進機器138臺，直接提高了紅軍的整體後勤力量，為日後川陝省的治理與擴展創造了條件。其中，造幣廠的機器設備有英國、德國、日本製造的大圓車、碾片機、印花機、滾邊機、搖光機、製模機、銀爐、拋光機等工具機，原料有銅磚約40000公斤，雜銅10000多公斤，硫酸、硝酸100餘缸，每缸重50到100公斤，進口鋼材5000公斤，焦炭10000多公斤。為了搬遷這些機器設備及原料，當時的川陝省工農銀行行長鄭義齋和蘇維埃紅四方面軍總醫院政治部主任張琴秋艱苦動員了五千多名軍民以人力方式水陸兼程150多公里，順利將這些機器設備及原料全部運回通江。鄭義齋行長更親自出面，成功勸說了原造幣廠的技師和工人留下來為紅軍工作，為造幣廠的穩定運作奠定了基石。
1933年11月，組裝完成的嶄新造幣廠在通江城郊西寺正式運作，開始生產和發行川陝地區的各式貨幣，使用了包括紙、布、銅、銀四種材質。為了與國統區貿易換取必要物資以突破封鎖，造幣廠利用俘獲的先進鑄造設備及熟練技工開始作業，尤其是任命了技藝精湛的原國民黨兵工廠技術幹部何陽洲為川陝造幣廠總技師，因而成功鑄造出大批精美的袁大頭、孫小頭以及四川漢字幣，用於國統區購買武器彈藥醫療器械等物資。同時，為了供應蘇區內部流通，發行了比起之前更精緻的紙幣、布幣、銅幣，也鑄造發行精美的壹圓銀幣以及五角與二角銀輔幣。
其中這枚壹圓銀幣文字與圖案據悉由廖承志所設計，正面中間為“壹圓”二字上下排列，外環以小圓珠圓形圈圍，上緣有“中華蘇维埃共和國”八個字左旋排列，下緣有“川陝省造幣厰造”七個字右旋排列，上下緣兩行字之間以實心五角星間隔 ，這兩個五角星左右對稱，兩星上方星芒皆向錢幣中央微傾，銀幣背面中央為地球，上緣有“全世界無產階級聯合起来”十一個字左旋排列，下緣是“一九三四年”五個字右旋排列，上下緣兩行字之間以四瓣花間隔，兩朵四瓣花中央各有一個小圓坑，地球裡面有空心的鐵鎚和鐮刀，鐵鎚和鐮刀裏面密布著防偽斜格實線。這枚由熟練技工操作英、德、日進口精密機器打造出來的壹圓銀幣，其精美程度與防偽等級甚高，直到1935年3月底，面對國民黨軍隊的強力圍剿，失利的紅四方面軍離開川陝根據地投入二萬五千里長征行列，除了軍隊攜帶的少量銀元以供沿途使用之外，所有鑄造設備悉數拋入河中毀棄，僅攜帶印製布幣的設備即行遠赴甘南轉進陝北，蘇維埃川陝省被國民黨軍佔領後被迫取消，川陝省造幣廠自此不復存在，川陝省壹圓銀幣的鑄造也成絕響。國民黨軍進駐本區後，全力收繳蘇維埃貨幣進行徹底銷毀。1948年12月中國人民銀行成立，為穩定人民幣流通，明令禁止銀幣使用及買賣，並掛牌收兌銀元直到1999年11月停止收兌為止。以銀幣收藏而言，這使得原本就相對少量鑄造的蘇維埃川陝省壹圓銀幣，經過幾次浩劫之後，能夠倖存於世者實為罕見。